# Zack Wright
Zackary Lamar „Zack“ Wright (* 5. Februar 1985 in Austin, Texas) ist ein bosnisch-US-amerikanischer Basketballspieler. Nach dem Studium in seinem Heimatland wurde Wright Profi und spielte zunächst ab 2007 in der drittklassigen ProB in Deutschland für die Spot Up Medien Baskets aus Braunschweig. 2008 wechselte er in die erste französische Liga LNB Pro A, wo er sich etablieren konnte und am All-Star-Game der Liga 2008 teilnahm. Mit KK Cibona aus Zagreb gewann er 2012 die kroatische Meisterschaft.

## Karriere
Wright studierte zunächst in Little Rock an der University of Arkansas und spielte für das Hochschulteam Trojans in der NCAA Division I. Obwohl sich seine Leistungen in der dritten Collegespielzeit nicht durchweg verschlechterten, stattdessen verdoppelte sich die Anzahl der Korbvorlagen und verdreifachte sich beinahe die Anzahl der Ballgewinne, einigte man sich auf eine Trennung, so dass er sein Studium an der University of Central Missouri in Warrensburg fortsetzte und für die Mules in der NCAA Division II spielte. Mit den Mules erreichte er erstmals das landesweite Final-Four-Turnier der Division II, wo man im Halbfinale gegen den Titelverteidiger Warriors der Winona State University ausschied.
Obwohl er seine Collegekarriere in der Division II abschloss, versuchte sich Wright 2007 als Profi und unterschrieb in der neuformierten ProB, die neben der ProA als dritte Klasse die 2. Basketball-Bundesliga abgelöst hatte, einen Vertrag bei SUM Baskets Braunschweig. Hier konnte er voll überzeugen und wurde zum Spieler des Jahres dieser Liga gewählt. Anschließend wechselte er in die erste französische Liga nach Chalon-sur-Saône. Ende Dezember 2008 wurde er prompt in die Auswahl der besten Ausländer der französischen Liga beim All-Star-Game berufen und führte am Ende der Spielzeit die Liga mit den meisten Ballgewinnen pro Spiel an. Für die Spielzeit 2009/10 wechselte er zum Ligakonkurrenten und französischen Pokalsieger MSB nach Le Mans. Vor Saisonbeginn schied man in der Qualifikation zur höchsten europäischen Spielklasse EuroLeague gegen den deutschen Vertreter Alba Berlin aus. Da die Berliner sich letztendlich auch nicht für den Wettbewerb qualifizieren konnten, traf man in der Zwischenrunde des Eurocup 2009/10 nochmals aufeinander, in der sich die Berliner als Gruppensieger durchsetzten, während MSB mit Wright als Gruppenletzter ausschied. In der französischen Meisterschaft erreichte man das Finalspiel, welches gegen Cholet Basket verloren ging. Für die Spielzeit 2010/11 wechselte Wright zum Erstligarückkehrer CSP Élite aus Limoges, deren Vorgängerverein als Landesmeister-Europapokalsieger 1993 eine glorreiche Vergangenheit hatte. Im Rahmenprogramm des All-Star-Games 2010 wurde Wright Sieger des Dunking-Wettbewerbs. Dem Aufsteiger aus Limoges war jedoch kein nachhaltiger Erfolg vergönnt und man stieg als Tabellenletzter am Saisonende wieder ab.
Zur Saison 2011/12 wechselte Wright zum kretischen Aufsteiger A.G.O. Rethymnou nach Griechenland. In der Endphase der Meisterschaftssaison wechselte nach Kroatien zu KK Cibona, mit denen er die kroatische Meisterschaft 2012 gewann. Just zu der Zeit der Finalspiele begann eine „Farce“ um eine mögliche Vertragsbindung von Wright für die Spielzeit 2012/13, da der griechische Verein Panionios aus Athen bereits die Verpflichtung von Wright gemeldet hatte. Wright ließ diese Meldung dementieren. Schließlich landete Wright für die Saison 2012/13 beim russischen Verein Spartak aus Sankt Petersburg, wo er zum MVP des Monats Januar 2013 in der VTB-UL gewählt wurde.
2012 spielte Wright für Bosnien und Herzegowina in der Qualifikation für die Basketball-Europameisterschaft, welche 2013 in Slowenien stattfindet. Er etablierte sich im Team und konnte mit 14,6 Punkten pro Spiel, und 7 Rebounds pro Spiel überzeugen. Außerdem führte er die gesamte Qualifikation mit 7,4 Assists pro Spiel an. Wright galt als wichtiger Schlüsselspieler und exzellenter Allrounder in der bosnischen Mannschaft, welche sich als erster in ihrer Gruppe für die Endrunde qualifiziert hat. In Bosnien und Herzegowina ist er daher sehr beliebt und auch unter seinem Spitznamen „Zeko Wrightic“ bekannt. Unter anderem betreibt er eine Website, speziell für seine bosnischen Fans. 2014 wechselte Wright während der Saison zum griechischen Verein Panathinaikos Athen, mit dem er die griechische Meisterschaft gewinnen konnte.